# Thomas Kitchin
Thomas Kitchin (Regno Unito, 1718 – Regno Unito, 1784) è stato un cartografo, editore e incisore inglese.
Thomas Kitchin fu un abile cartografo e editore britannico che pubblico' molti libri e un'ampia gamma di lavori topografici e mappe
. In particolare incise un gran numero di mappe per ogni tipo di periodico e specialmente per il London Magazine nonché per libri di storia e di antiquariato. Probabilmente fu meglio conosciuto per la sua partnership con Thomas Jefferys e Emanuel Bowen col quale pubblico' nel 1755 il The Large English Atlas che conteneva alcune delle più belle mappe delle contee britanniche del XVIII secolo. Nonostante le sue capacità prodigiose, non si salvo' dalla bancarotta, elemento questo che contraddistinse molti dei suoi colleghi dell'epoca (cft. John Lodge Cowley).